# Équipe de Hong Kong féminine de hockey sur gazon
Maillots
L'Équipe de Hong Kong féminine de hockey sur gazon représente Hong Kong dans les compétitions internationales féminines de hockey sur gazon.

## Histoire dans les tournois

### Jeux asiatiques
- 1982 - 6e place
- 1986 - 6e place
- 2006 - 7e place
- 2014 - 8e place
- 2018 - 9e place

### Coupe d'Asie
- 1985 - 6e place
- 1989 - 5e place
- 2007 - 8e place
- 2009 - 7e place
- 2013 - 8e place

### Coupe AHF
- 1997 - 6e place
- 2003 -
- 2012 -
- 2016 - 5e place

### Ligue mondiale
- 2014-2015 - 1er tour
- 2016-2017 - 35e place

### Hockey Series
- 2018-2019 - Open